# 横山武史
横山 武史（よこやま たけし、1998年12月22日 - ）は、日本中央競馬会（JRA）所属の騎手。美浦トレーニングセンター・鈴木伸尋厩舎所属。
エージェントは常木翔太。父はJRA騎手の横山典弘、長兄は同じくJRA騎手の横山和生、祖父は元JRA騎手の横山富雄、伯父はJRA競馬学校教官の横山賀一、伯祖父は元JRA調教師の奥平真治、義理の叔父はJRA調教師の菊沢隆徳、その長男はJRA騎手の菊沢一樹である。
2020年にJRA関東リーディングジョッキーを歴代最年少で獲得。2021年に年間JRA・GI5勝を歴代最年少で達成。

## 来歴
1998年12月22日、横山典弘の3男として生まれる。2009年頃から乗馬を始めた。カンパニーが勝った第140回天皇賞（秋）での父の姿を受けて騎手を目指す。中学2年生の時、父に「お前は何になりたいんだ。ジョッキーか?　それとも一流のジョッキーか?」と問われ、「一流のジョッキーになりたいです」と返答した。すると「それならこれから何をやるべきか分かるだろう」と言われ、以後一流のジョッキーを目指す上で何をすべきか、自ら考えて行動するようになった。
2014年、競馬学校の入学試験では「体が小さすぎて、もう1年待たせた方がいいんじゃないかという意見もあった」と伯父でもある横山賀一は振り返るが騎手課程に入学。入学時の身長148 cm、体重36 kgは競馬学校史上の最小記録だった。入学後は食事量を増やす提案もされたが、「自分の容量以上に食べるとおなかを壊して食べる前より体重が減ることもあった」と振り返る。走路で1ハロン（200メートル）の歩数（目安は35歩で15秒）を数えてスピード感覚を養う訓練では、小柄でパワーがないため馬の制御に手間取り、小林淳一は「指定タイムよりいつも速くなってました」と回想する。教官付き添いの下、同期で唯一乗馬未経験の富田暁と2人による居残りでの筋トレが日課。天井からぶらさがった綱を何度も一人で上った。身長も卒業する前には160センチ近くになり、最終年の模擬レースは10戦中3勝で総合優勝を果たした。2017年2月7日、競馬学校を卒業した。「セールスポイントは騎乗技術。横山典弘騎手に追い付けるよう頑張りたい」「腕が問われる天皇賞（春）を勝てる騎手になりたい」と抱負を語った。
2017年3月4日、美浦・鈴木伸尋厩舎から騎手デビュー。4月16日の福島9R（4歳上500万下）でヒルノサルバドールに騎乗して1着となり、初騎乗から42戦目での初勝利を挙げた。
2019年3月、小倉競馬で10勝を挙げ、第1回リーディングジョッキーに輝いた。5月、典弘がリオンリオンとのコンビで出走する予定だった東京優駿（日本ダービー）の前週に騎乗停止処分を受けたことで同競走に騎乗できなくなったため、松永幹夫調教師、寺田千代乃オーナーの抜擢を受けて、同馬とのコンビでGIとダービー初騎乗となった。レースではハナを奪って1000m通過57.8秒のハイペースで果敢に逃げたが、最後は力尽きて15着に敗れた。12月14日、中京1Rをミツカネプリンスで勝利してJRA通算100勝を達成した。この年は中央競馬騎手年間ホープ賞を受賞し、和生との初の兄弟受賞となった。
2020年4月26日、フローラステークスをウインマリリンで勝利し、同期初のJRA重賞制覇を飾り、オークスの優先出走権を獲得したが、5月10日の東京9Rで9日間の騎乗停止となり、典弘に乗り替わりとなった。7月、函館競馬で14勝をあげ初の函館リーディングを獲得、北海道競馬記者クラブ賞を受賞した。この年は年間94勝を挙げ、初の関東リーディングジョッキーを獲得した。22歳での獲得は1967年に郷原洋行が達成した23歳を抜く史上最年少記録となった。また、典弘もかつて関東リーディングを獲得しており、史上初の父子での獲得である。
2021年1月16日、中山6Rをオメガロマンスで勝利し、JRA通算200勝を達成した。4月18日、皐月賞でエフフォーリアに騎乗して優勝。史上2番目に若い勝利、初のGI制覇となった。また典弘との史上3組目の皐月賞父子制覇を果たした。5月30日、第88回東京優駿（日本ダービー）でエフフォーリアに騎乗したが、シャフリヤールに差され2着となり、戦後最年少となる22歳5カ月9日でのダービージョッキーを逃した。8月8日、函館競馬で15勝をあげ、2年連続のリーディングジョッキーと、北海道競馬記者クラブ賞を受賞した。8月16日、札幌で1Rからの実施レース4連勝、史上3人目のJRA記録。また自己最多の1日6勝を挙げた。9月、札幌競馬で20勝をあげ、初のリーディングジョッキーを獲得し、典弘との父子制覇を果たした。10月24日、初挑戦の菊花賞をタイトルホルダーで優勝。複数の馬で同一年のクラシック2勝は騎手では2019年のクリストフ・ルメール以来、2年ぶり史上16人目。牡馬では1961年の野平好男以来、60年ぶり2回目となった。10月31日、初挑戦となった天皇賞（秋）でエフフォーリアに騎乗して優勝。前週の菊花賞に続く2週連続のGI制覇を果たす。典弘、富雄も天皇賞（秋）を制しており、史上初の天皇賞（秋）親子3代制覇を果たした。12月2日、ワールドベストジョッキー10位となった。12月19日、中山6Rをスコラーリで勝利し、自身初となる年間100勝を達成した。また、典弘も過去に年間100勝を達成しており、親子での達成は福永洋一・祐一に続く2例目となった。12月19日、名古屋グランプリでヴェルテックスに騎乗して優勝。ダートグレード競走初勝利となった。12月26日、第66回有馬記念でエフフォーリアに騎乗して優勝。歴代4位の年少優勝記録。典弘との父子制覇を果たした。武邦彦・豊に次いで史上2組目。12月28日、ホープフルステークスをキラーアビリティに騎乗して優勝。ルメールと並んで最多の年間GI5勝を挙げた。23歳0カ月7日での達成は、和田竜二の23歳6カ月2日の記録を更新する1984年のグレード制導入後の最年少記録となった。同日の中山12R（立志ステークス）をノルカソルカで制し、現役騎手で50人目となるJRA通算300勝を達成。年間GI5勝や、史上2番目の若さでJRA年間100勝を達成した実績から、同日に発表された2021年度の「東京競馬記者クラブ賞」を受賞した。また、2年連続で関東リーディングジョッキーを獲得した。2021年を「皐月賞を勝って喜び、ダービーで負けて悲しんだ。騎乗停止では自分に怒りを覚えたし、有馬記念はファン投票1位に応えられて楽しかった。今年は喜怒哀楽の1年間でした」と振り返った。
2022年8月6日、シャーガーカップで海外で初めて騎乗した。9月24日、中山2Rをディナトセレーネで制し、現役で45人目となるJRA通算400勝を達成した。
2023年4月16日、皐月賞でソールオリエンスに騎乗して2番目の優勝。史上初の京成杯勝利からの制覇。2歳戦が実施された1946年以降で最少キャリアの3戦目。上がり3Fが2位に0.9秒速い。4コーナー17番手からの逆転。などの皐月賞の記録を更新した。7月29日、札幌11RのSTV賞をサンストックトンで制し、現役で39人目となるJRA通算500勝を達成した。デビューから6年4ヶ月29日での達成は、競馬学校卒業生としては武豊、浜中俊に次いで3番目に早い記録達成になる。
2024年1月30日、全国のリーディング上位騎手14人が川崎競馬場の2レースで腕を競い合う「第21回佐々木竹見カップ ジョッキーズグランプリ」に初出場し、2連勝を飾り史上初の完全優勝を果たした。6月2日、東京3Rをドリームクルーズで制し、現役で29人目となるJRA通算600勝を達成した。
2025年6月7日、東京7Rでキューティリップに騎乗し1着となり、史上68人目、現役では26人目となるJRA通算700勝を5928戦目で達成した。同年8月17日、中京記念をマピュースに騎乗し、レース史上初となる3歳牝馬での優勝に導いた。なお同日札幌記念を父・典弘がトップナイフで制しており、初の親子同日重賞制覇を達成した。

## 騎手としての特徴・評価

### 騎乗依頼仲介者
騎乗依頼仲介者（エージェント）は競馬新聞 デイリー馬三郎の常木翔太。横山武史以外にも小林美駒、丹内祐次、宮崎北斗を担当している。

### トレーナー
トレーナーは春山圭佑。兄・和生も担当している。

### 騎乗スタイル
ソメスサドル社製でクリスチャン・デムーロと同型である特注のえんじ色の鞍を使用する。鐙革、ベルト、レギンス、ジョッキーパンツのネームも同色で揃えている。鞭は持ち手が太めを使用している。
騎乗はヨーロピアンスタイルを目指していて、ライアン・ムーアやウィリアム・ビュイックなどの乗り方を参考にしている。「後悔する競馬をしたくないので、結果として動くのが早かったと言われることもあるが、『ここだ』と思ったときには動くようにしている」と積極的な競馬をするよう心がけている。海外について「海外は行きたい。日本馬と挑む形もそうですし、個人としてはイギリスかフランスに修行として行ってみたいです」と答えている。
2023年のインタビューでは「早めにいい位置を取りに行くスタイル」と分析しているが「ためて切れる脚を使わせるような乗り方もしていかないと」と課題も挙げている。
佐藤哲三は「馬の体幹から離れ過ぎず近過ぎず、懐が深い。抑えるにしても前に出すにしても、馬のクビの動きに合わせていて、すごくいい間合いで騎乗しているので、ヨーロッパのジョッキーを見ているみたい」「肘や膝のラインが絶妙で、懐の深い騎乗フォームもとてもいい」と評する。
田原成貴は「ポジションを取るため、掛かることを恐れずに出していくなど、積極的な姿勢はとてもいい。もっと早く折り合いをつけられるようになったらさらにいい」と評する。

### 評価
競馬学校時代、武史は「間違いなく同期で自分が一番下手でした」。同期の富田暁は「同期7人で、武史が6番、自分が7番目。ずっとこの順番でした」木幡育也は「美浦の乗馬苑で小学5年の時から一緒。切磋琢磨してきたいいライバル」と振り返る。
本城雅人は、1年目は13勝と関西の新人のようにたくさん勝てなかった。だが地道に調教を手伝い、自厩舎以外の馬にも騎乗依頼を受け、滞在競馬で大ブレークしたと評した。
調教師の鹿戸雄一は、「勉強家で、すごく研究熱心ですね。そして、レースに行くとガッツがある。4年目で関東リーディングになったのはすごいことです。フォームは、ライアン・ムーアに似た感じですね。そのへんも勉強しているんじゃないですか。追えるし、積極的な競馬をする。その積極性が、スローに落ちついてしまうことが多い今の競馬に合っている、というところもあると思います」。「勉強熱心で努力家。別の（騎乗経験のない）馬を頼んでも、どんなレースをしたか全部覚えている」と称賛する。
2021年日本ダービーで武史が騎乗するエフフォーリアをハナ差で下して優勝したシャフリヤール（福永祐一騎乗）の管理調教師の藤原英昭は、「将来ある若武者は、きょう悔しくて眠れないだろう。だけど、今後必ずあいつは競馬界を背負って立つ。このダービーはずっと記憶に残るだろうし、それが藤原厩舎で福永だったということは、今日の勝利は意味がある」「上手に乗ったのは武史の方。彼は久しぶりに現れた世界レベルのジョッキーになれる逸材だと思います」と語った。
調教師の栗田徹は「根っからの負けず嫌い、勝負師」「性格も明るくて、いい気質があるし、今後の競馬界を背負っていく存在」と評する。
調教師の池江泰寿は「飛ぶ鳥を落とす勢い、若手ナンバーワン」と評する。

## 人物・エピソード

### 家族
・家系図
| 奥平作太郎 |          |          |          |          |          |  |  |          |          |          |          |          |          |  |  |          |          |          |          |          |          |      |      |          |          |          |          |          |          |          |          |          |          |          |          |          |          |  |  |      |      |          |          |          |          |          |          |          |          |          |          |          |          |  |  |          |          |          |          |          |          |
|            |          |          |          |          |          |  |  |          |          |          |          |          |          |  |  |          |          |          |          |          |          |      |      |          |          |          |          |          |          |          |          |          |          |          |          |          |          |  |  |      |      |          |          |          |          |          |          |          |          |          |          |          |          |  |  |          |          |          |          |          |          |
|            |          |          |          |          |          |  |  |          |          |          |          |          |          |  |  |          |          |          |          |          |          |      |      |          |          |          |          |          |          |          |          |          |          |          |          |          |          |  |  |      |      |          |          |          |          |          |          |          |          |          |          |          |          |  |  |          |          |          |          |          |          |
| 奥平真治   | 奥平真治 | 奥平真治 | 奥平真治 | 奥平真治 | 奥平真治 |  |  |          |          |          |          |          |          |  |  |          |          |          |          | 祖母     | 祖母     | 祖母 | 祖母 | 祖母     | 祖母     |          |          | 横山富雄 | 横山富雄 | 横山富雄 | 横山富雄 | 横山富雄 | 横山富雄 |          |          |          |          |  |  |      |      |          |          |          |          |          |          |          |          |          |          |          |          |  |  |          |          |          |          |          |          |
| 奥平真治   | 奥平真治 | 奥平真治 | 奥平真治 | 奥平真治 | 奥平真治 |  |  |          |          |          |          |          |          |  |  |          |          |          |          | 祖母     | 祖母     | 祖母 | 祖母 | 祖母     | 祖母     |          |          | 横山富雄 | 横山富雄 | 横山富雄 | 横山富雄 | 横山富雄 | 横山富雄 |          |          |          |          |  |  |      |      |          |          |          |          |          |          |          |          |          |          |          |          |  |  |          |          |          |          |          |          |
|            |          |          |          |          |          |  |  |          |          |          |          |          |          |  |  |          |          |          |          |          |          |      |      |          |          |          |          |          |          |          |          |          |          |          |          |          |          |  |  |      |      |          |          |          |          |          |          |          |          |          |          |          |          |  |  |          |          |          |          |          |          |
|            |          |          |          |          |          |  |  |          |          |          |          |          |          |  |  |          |          |          |          |          |          |      |      |          |          |          |          |          |          |          |          |          |          |          |          |          |          |  |  |      |      |          |          |          |          |          |          |          |          |          |          |          |          |  |  |          |          |          |          |          |          |
| 長女       | 長女     | 長女     | 長女     | 長女     | 長女     |  |  | 奥平雅士 | 奥平雅士 | 奥平雅士 | 奥平雅士 | 奥平雅士 | 奥平雅士 |  |  | 横山賀一 | 横山賀一 | 横山賀一 | 横山賀一 | 横山賀一 | 横山賀一 |      |      | 横山典弘 | 横山典弘 | 横山典弘 | 横山典弘 | 横山典弘 | 横山典弘 |          |          | 横山園美 | 横山園美 | 横山園美 | 横山園美 | 横山園美 | 横山園美 |  |  | 叔母 | 叔母 | 叔母     | 叔母     | 叔母     | 叔母     |          |          | 菊沢隆徳 | 菊沢隆徳 | 菊沢隆徳 | 菊沢隆徳 | 菊沢隆徳 | 菊沢隆徳 |  |  | 菊沢隆仁 | 菊沢隆仁 | 菊沢隆仁 | 菊沢隆仁 | 菊沢隆仁 | 菊沢隆仁 |
| 長女       | 長女     | 長女     | 長女     | 長女     | 長女     |  |  | 奥平雅士 | 奥平雅士 | 奥平雅士 | 奥平雅士 | 奥平雅士 | 奥平雅士 |  |  | 横山賀一 | 横山賀一 | 横山賀一 | 横山賀一 | 横山賀一 | 横山賀一 |      |      | 横山典弘 | 横山典弘 | 横山典弘 | 横山典弘 | 横山典弘 | 横山典弘 |          |          | 横山園美 | 横山園美 | 横山園美 | 横山園美 | 横山園美 | 横山園美 |  |  | 叔母 | 叔母 | 叔母     | 叔母     | 叔母     | 叔母     |          |          | 菊沢隆徳 | 菊沢隆徳 | 菊沢隆徳 | 菊沢隆徳 | 菊沢隆徳 | 菊沢隆徳 |  |  | 菊沢隆仁 | 菊沢隆仁 | 菊沢隆仁 | 菊沢隆仁 | 菊沢隆仁 | 菊沢隆仁 |
|            |          |          |          |          |          |  |  |          |          |          |          |          |          |  |  |          |          |          |          |          |          |      |      |          |          |          |          |          |          |          |          |          |          |          |          |          |          |  |  |      |      |          |          |          |          |          |          |          |          |          |          |          |          |  |  |          |          |          |          |          |          |
|            |          |          |          |          |          |  |  |          |          |          |          |          |          |  |  |          |          |          |          |          |          |      |      |          |          |          |          |          |          |          |          |          |          |          |          |          |          |  |  |      |      |          |          |          |          |          |          |          |          |          |          |          |          |  |  |          |          |          |          |          |          |
|            |          |          |          |          |          |  |  |          |          |          |          |          |          |  |  | 横山和生 | 横山和生 | 横山和生 | 横山和生 | 横山和生 | 横山和生 |      |      | 横山寛人 | 横山寛人 | 横山寛人 | 横山寛人 | 横山寛人 | 横山寛人 |          |          | 横山武史 | 横山武史 | 横山武史 | 横山武史 | 横山武史 | 横山武史 |  |  |      |      | 菊沢一樹 | 菊沢一樹 | 菊沢一樹 | 菊沢一樹 | 菊沢一樹 | 菊沢一樹 |          |          |          |          |          |          |  |  |          |          |          |          |          |          |

- 父はJRA騎手の横山典弘、長兄は同じくJRA騎手の横山和生、祖父は元JRA騎手の横山富雄、伯父はJRA競馬学校教官の横山賀一、伯祖父は元JRA調教師の奥平真治、義理の叔父はJRA調教師の菊沢隆徳、その長男はJRA騎手の菊沢一樹である[2]。
- 小学生の頃、引退後函館競馬場にお披露目に来たメジロライアンに騎乗した横山典弘に同行し、背中に1人でまたがった[70][71]。

- 競馬学校の授業として現地でレースを観戦した、2014年の日本ダービーでは父・横山典弘が騎乗したワンアンドオンリーが優勝した。また兄・横山和生の時の2009年日本ダービーもロジユニヴァースで優勝している[72]。

- 2015年4月、典弘は「アイツはマジでヤバい。恐らく相当なもんになる」「トップになれるような才能を持つジョッキーってのは、大体10年ごとに現れている。ウチのやつもそれに当てはまる」と語っている[73]。一方、2022年のインタビューで武史は「ひとりの騎手として偉大な先輩だと思っています。だけど、その背中が遠いとは思っていないです」と答えている[74]

- 2017年騎手デビュー戦は父・典弘からプレゼントされた鞍とブーツで臨んだ[75]。同年8月6日の札幌4R（3歳未勝利）では典弘、和生と初めて同一レースに騎乗した[76]。

- 2021年5月、重賞初1番人気の騎乗が日本ダービー。日本ダービーが重賞初の1番人気は、1990年メジロライアンに騎乗したデビュー5年目で重賞58回目の典弘以来31年ぶり。結果は同じく2着だった[77]。武史は「何気ない日常で、全く関係のないことをしているのに、ふとダービーの記憶が頭をよぎることがあるんです。その時に感じた絶望感までもがよみがえってくるんです。レース映像を見て、振り返るなんてことはできないですね。鮮明にあの時の景色や手応えは覚えているので…」「今まで生きてきた中でダントツに悔しい出来事」と振り返っている[78]。

- 2021年8月28日、札幌11Rでソルドラードに騎乗し2着。和生騎乗のアンティシペイトが1着、典弘騎乗のターキッシュパレスが3着となり、史上初の親子で1〜3着を独占した[79]。

- 2021年10月、菊花賞を逃げ切り勝利。逃げ切りは1998年に典弘が騎乗したセイウンスカイ以来23年ぶり、史上4例目の菊花賞父子制覇を果たした[注 6][80][81]。セイウンスカイの逃げ切りは、1959年の保田隆芳騎乗のハククラマ以来39年ぶりだった[82]。

- 典弘からは酒やたばこはダメと言われている[83]。初のGI獲得となった2021年4月の皐月賞（エフフォーリア）を優勝した後も飲まなかった[84]。

- 車（の運転）は、飛び出しとか何があるか分からないからやめておこうと思っていると語る[83]。典弘も長らく自動車免許を取得せずに自宅から美浦トレセンへは自転車通勤をしており（その後2013年に自動車免許を取得）、2001年のGO!JRAジョッキーキャンペーンの「愛車」欄には「セイウンスカイ」と記載されていた[85]。

### 競馬
- 競馬学校時代、日本競輪学校の訓練で約30度あるバンクに挑戦し、転倒し負傷したことがある[86]。

- 鈴木伸尋は沢峰次厩舎で同じ助手だった横山富雄の縁もあり、武史を弟子として受け入れた。2018年、武史は自転車でスマホを操作しながら美浦トレセン内を移動。熱中しすぎてバックで出てきた乗用車に気付かず接触した。軽傷だったが「2年目のお前の目標はスマホを見ながら自転車に乗らないことだ!」と怒られる[87]。

- 2021年12月25日、中山5Rの2歳新馬戦でエフフォーリアの弟、ヴァンガーズハートに騎乗。ゴール前で馬を追う動作をやめたことが騎手としての注意義務を怠ったものとして、翌月1月15・16日の2日間騎乗停止の処分が下された[88]。横山は周囲が心配になるほど反省していたが、翌日の第66回有馬記念のパドックで、「武史が一番上手いから、信じて乗ってこい」と鹿戸雄一調教師にかけられた言葉に救われたという[89]。

### その他
- 座右の銘は「破天荒」[90]。

- 好きな食べ物は、梨・マンゴー。嫌いな食べ物は、カキ。好きなマンガは、『ONE PIECE』『黒子のバスケ』。好きな歌手は、嵐・GReeeeN。好きなスポーツは、サッカー・バスケ[91]。

- 毎年、正月に大杉神社で祈祷を受けている。また左右でバランスを整え、右脳を鍛える為、利き手と反対の左手で箸を使う、ボウリング、キャッチボール、文字を書くようにしている[58]。

- 好きなポケモンはニンフィア。
- 2024年9月7日、JRAの冠協賛試合「秋競馬開幕!JRA中山競馬場ナイター」として開催された、プロ野球のロッテ対楽天18回戦（ZOZOマリン）の始球式を務めた[92]。

## 騎乗成績
|            | 日付          | 競馬場・開催   | 競走名             | 馬名               | 頭数 | 人気 | 着順 |
| ---------- | ------------- | -------------- | ------------------ | ------------------ | ---- | ---- | ---- |
| 初騎乗     | 2017年3月4日  | 2回中山3日1R   | 3歳未勝利          | ルーナデラセーラー | 16頭 | 10   | 7着  |
| 初勝利     | 2017年4月16日 | 1回福島4日9R   | 4歳上500万下       | ヒルノサルバドール | 15頭 | 1    | 1着  |
| 重賞初騎乗 | 2018年5月6日  | 1回新潟4日11R  | 新潟大賞典         | アウトライアーズ   | 16頭 | 13   | 9着  |
| 重賞初勝利 | 2020年4月26日 | 2回東京2日11R  | フローラステークス | ウインマリリン     | 17頭 | 4    | 1着  |
| GI初騎乗   | 2019年5月26日 | 2回東京12日11R | 東京優駿           | リオンリオン       | 18頭 | 6    | 15着 |
| GI初勝利   | 2021年4月18日 | 3回中山8日11R  | 皐月賞             | エフフォーリア     | 16頭 | 2    | 1着  |

|        | 1着 | 2着 | 3着 | 騎乗数 | 勝率 | 連対率 | 複勝率 | 表彰                                |
| ------ | --- | --- | --- | ------ | ---- | ------ | ------ | ----------------------------------- |
| 2017年 | 13  | 23  | 22  | 392    | .033 | .092   | .148   |                                     |
| 2018年 | 35  | 45  | 38  | 643    | .054 | .124   | .184   |                                     |
| 2019年 | 54  | 52  | 59  | 727    | .074 | .146   | .227   |                                     |
| 2020年 | 94  | 56  | 68  | 728    | .129 | .206   | .299   |                                     |
| 2021年 | 104 | 90  | 68  | 783    | .133 | .248   | .335   | 優秀騎手賞5位、東京競馬記者クラブ賞 |
| 2022年 | 127 | 100 | 92  | 772    | .165 | .294   | .413   | 優秀騎手賞3位                       |
| 2023年 | 126 | 95  | 103 | 798    | .158 | .277   | .406   | 優秀騎手賞2位                       |
| 2024年 | 102 | 87  | 84  | 758    | .135 | .249   | .360   |                                     |
| 中央   | 655 | 548 | 534 | 5601   | .117 | .215   | .310   |                                     |
| 地方   | 16  | 17  | 7   | 100    | .160 | .230   | .400   |                                     |

通算勝利記録
- 通算100勝 2019年12月14日中京1R 3歳未勝利 ミツカネプリンス
- 通算200勝 2021年1月16日中山6R 3歳新馬 オメガロマンス
- 通算300勝 2021年12月28日中山12R 立志ステークス（3歳以上3勝クラス）ノルカソルカ
- 通算400勝 2022年9月24日中山2R 2歳未勝利 ディナトセレーネ
- 通算500勝 2023年7月29日札幌11R STV賞（3歳以上3勝クラス）サンストックトン
- 通算600勝 2024年6月2日東京3R 3歳未勝利 ドリームクルーズ
- 通算700勝 2025年6月7日東京7R 3歳未勝利 キューティーリップ[93]

（JRA騎手名鑑・netkeiba.com・地方競馬予想のウマニティ・競馬ラボより）

### 表彰
- 2019年 中央競馬騎手年間ホープ賞
- 2020年 関東リーディング1位、北海道競馬記者クラブ賞
- 2021年 ワールドベストジョッキー10位、関東リーディング1位、東京競馬記者クラブ賞、優秀騎手賞5位、北海道競馬記者クラブ賞
- 2022年 優秀騎手賞3位、北海道競馬記者クラブ賞
- 2023年 関東リーディング1位、優秀騎手賞2位、北海道競馬記者クラブ賞

## 主な騎乗馬

### GI級競走優勝
太字はGI級競走を示す
- エフフォーリア（2021年共同通信杯、皐月賞、天皇賞（秋）、有馬記念）
- タイトルホルダー（2021年弥生賞ディープインパクト記念、菊花賞）
- キラーアビリティ（2021年ホープフルステークス）
- ソールオリエンス（2023年京成杯、皐月賞）[98]
- アンモシエラ（2024年JBCレディスクラシック）
- ナチュラルライズ（2025年京浜盃 、羽田盃、東京ダービー）

### グレード制重賞優勝
- ウインマリリン（2020年フローラステークス、2021年日経賞、オールカマー）
- ヴェルテックス（2021年名古屋グランプリ）
- ナミュール（2022年チューリップ賞）
- ジェラルディーナ（2022年オールカマー）
- オオバンブルマイ（2022年京王杯2歳ステークス）[99]
- オマツリオトコ（2022年兵庫ジュニアグランプリ）[100]
- ベラジオオペラ（2023年スプリングステークス）[101]
- リュウノユキナ（2023年東京スプリント）[102]
- キミワクイーン（2023年函館スプリントステークス）[103]
- セットアップ（2023年札幌2歳ステークス）[104]
- コラソンビート（2023年京王杯2歳ステークス）[105]
- ドライスタウト（2023年武蔵野ステークス）[106]
- トウシンマカオ（2024年オーシャンステークス、2025年京王杯スプリングカップ）
- エコロブルーム（2024年ニュージーランドトロフィー）[107]
- アドマイヤベル（2024年フローラステークス）[108]
- クラウンプライド（2024年マーキュリーカップ、コリアカップ）
- コスタノヴァ（2025年根岸ステークス）
- マピュース（2025年中京記念）

## 出演
- 月曜馬劇場 未来へ輝け!ヤングジョッキーズファイル2017（2017年、グリーンチャンネル）